# CAB (souborový formát)
CAB ([kæb]; z angl. cabinet [ˈkæbinit]; česky skříňka) je v softwarových produktech firmy Microsoft nativně používaný kompresní algoritmus pro instalační balíčky a současně přípona souboru pro tímto algoritmem vzniklé archivy. Formát, jehož soubory Microsoft nenazývá archivy, nýbrž balíčky, je využíván na instalačních médiích jeho operačních systémů i aplikací.
Algoritmus je optimalizován pro co nejúčinnější kompresi souborů obsahujících strojový kód (spustitelných souborů a samostatných knihoven), ale velmi dobrých výsledků dosahuje také v případě textových souborů; o poznání horší výstupy zaznamenává stran multimediálního obsahu. Přestože se jedná o proprietární technologii, metoda komprese a dekomprese není obchodním tajemstvím – byla zveřejněna.

## Vlastnosti
Z důvodu zachování zpětné kompatibility do již vytvořeného archivu nelze přidávat další soubory – pro změnu obsahu je nutné celý archiv vytvořit znovu. I proto – jelikož rozšiřování obsahu je typickou vlastností archivů – Microsoft tyto soubory jako archivy neoznačuje (jinou příčinou je přizpůsobení terminologii užívané konkurenčními operačními systémy a programy, konkrétně názvosloví linuxových distribucí).
Balíček může být rozprostřen přes více souborů.
Algoritmus nepodporuje šifrování.

## Podpora
Každá verze systému Windows ve své standardní výbavě disponuje prostředky, jimiž lze k obsahu .cab souboru přistupovat – bez ohledu na to, zda tyto nástroje zpřístupňuje uživateli. V novějších verzích ke komprimovaným souborům uživatel může přistoupit prostřednictvím výchozího správce souborů, kterým je shell Průzkumník – archivy lze otevírat jako složky. Alternativu představuje systémový nástroj msconfig.
Jako příklady programů třetích stran pro práci s formátem .cab je možno jmenovat PowerArchiver nebo Cab File Maker; obě tyto aplikace balíčky dokáží vytvářet i rozbalovat.

## Historie
Algoritmus byl využíván již v systémech MS-DOS (předchůdce MS Windows), ale jeho výstupy se neukládaly do souborů s příponou .cab. V prostředí MS-DOSu platilo, že v jednom archivu byl obsažen pouze jeden komprimovaný soubor, a jmenná konvence byla taková, že archiv (tehdy ne balíček) se jmenoval jako pojmutý soubor s tím, že místo třetího (posledního) znaku přípony měl znak podtržítka.
Archivy s jedním souborem a příponou končící podtržítkem se extrahovaly programem expand, jenž patřil do základní výbavy DOSu. Program se standardně volal se dvěma parametry: prvním byl název archivu, druhým jméno souboru, do něhož se měl zapsat výstup. Utilita expand.exe byla pevnou součástí softwarového vybavení operačních systémů firmy Microsoft od MS-DOSu verze 5.0 do Windows Millenium Edition.

## Jiné významy
Přípona .cab je používána taktéž jinými vývojáři softwaru než společností Microsoft; obvyklé je to u tvůrců počítačových her. Proto se může stát, že se najde soubor s touto příponou, jejž nástrojem pro práci s formátem .cab firmy Microsoft nebude možné zpracovat, ačkoli tento soubor bude konzistentní.